# Glocke (Courant)

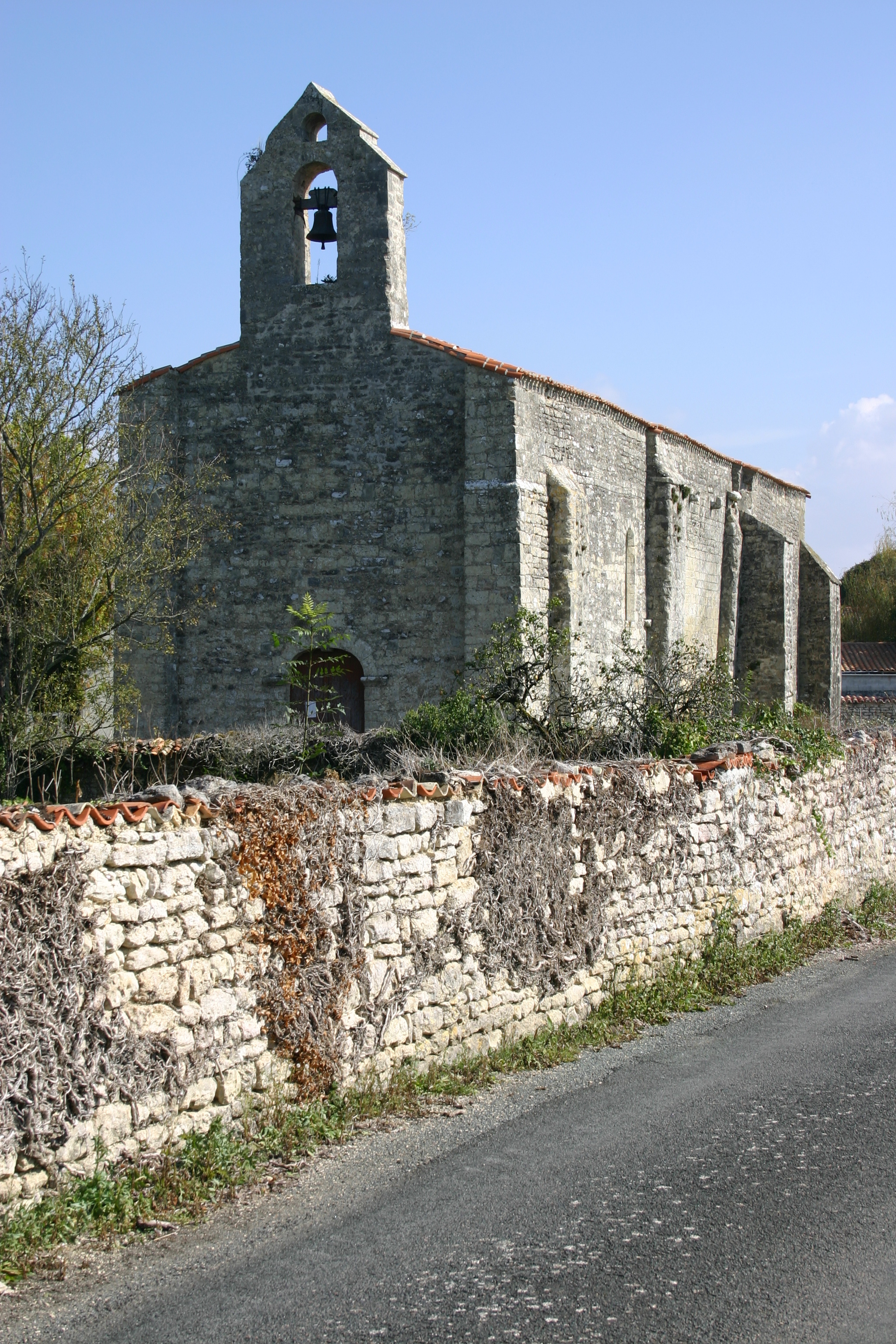
Glocke in der Kirche St-Martin

Die Glocke in der Kirche St-Martin in Courant, einer französischen Gemeinde im Département Charente-Maritime der Region Nouvelle-Aquitaine, wurde 1606 gegossen. Die 75 cm hohe Kirchenglocke aus Bronze ist seit 1908 als Monument historique klassifiziert. 
Sie trägt folgende Inschrift: „I.E.IAPPARTIENT AUX HABITANS DE SAINCT MARTIN DE COURRANT 1606“.